# Cribb
Cribb  è una serie televisiva britannica in quattordici episodi trasmessi per la prima volta nel corso di due stagioni dal 1980 al 1981.
È basata sui romanzi di Peter Lovesey. Ambientata a Londra alla fine del XIX secolo, è una serie del genere poliziesco a sfondo giallo, incentrata sui casi affrontati dal sergente Cribb. Si segnalano la fedele ricostruzione scenografica della Londra vittoriana con l'inclusione di diversi eventi storici reali, come la pubblicazione di Tre uomini in una barca di Jerome K. Jerome e la vendita da parte dello zoo di Londra del famoso elefante Jumbo al Ringling Bros. e Barnum & Bailey Circus.

## Trama
Londra, anni 1880. Il duro sergente Cribb è un detective che lavora per il neonato Criminal Investigation Department (CID) ed è deciso a contrastare il crimine per le strade di Londra utilizzando i più recenti metodi di rilevazione. A dargli man forte sono il detective Thackeray e l'ispettore Jowett.

## Personaggi e interpreti
- Sergente Cribb (14 episodi, 1980-1981), interpretato da Alan Dobie.
- Agente Thackeray (13 episodi, 1980-1981), interpretato da William Simons.
- Ispettore Jowett (10 episodi, 1980-1981), interpretato da David Waller.
- Landlord (2 episodi, 1980-1981), interpretato da Alfie Curtis.
- Josiah Perceval (2 episodi, 1980), interpretato da Geoffrey Larder.
- Joseph Tussard (2 episodi, 1980), interpretato da William Abney.

## Produzione
La serie fu prodotta da Granada Television Le musiche furono composte da Derek Hilton.

### Registi
Tra i registi sono accreditati:
- Alan Grint in tre episodi (1980-1981)
- June Wyndham-Davies in tre episodi (1980-1981)
- George Spenton-Foster in due episodi (1981)

### Sceneggiatori
Tra gli sceneggiatori sono accreditati:
- Peter Lovesey in quattordici episodi (1980-1981)
- Jacqueline Lovesey in sei episodi (1980-1981)
- Bill MacIlwraith in due episodi (1980-1981)
- Arden Winch in due episodi (1980-1981)

## Distribuzione
La serie fu trasmessa nel Regno Unito dal 13 aprile 1980 al 10 maggio 1981 sulla rete televisiva Independent Television. In Italia è stata trasmessa con il titolo Cribb.
Alcune delle uscite internazionali sono state:
- nel Regno Unito il 13 aprile 1980 (Cribb)
- negli Stati Uniti il 29 aprile 1980 (Sergeant Cribb)
- in Spagna (Cribb)
- in Italia (Cribb)

## Episodi
| Stagione         | Episodi | Prima TV Regno Unito | Prima TV Italia |
| ---------------- | ------- | -------------------- | --------------- |
| Prima stagione   | 8       | 1980                 | 1983            |
| Seconda stagione | 6       | 1981                 | 1983            |